# 奇南德加

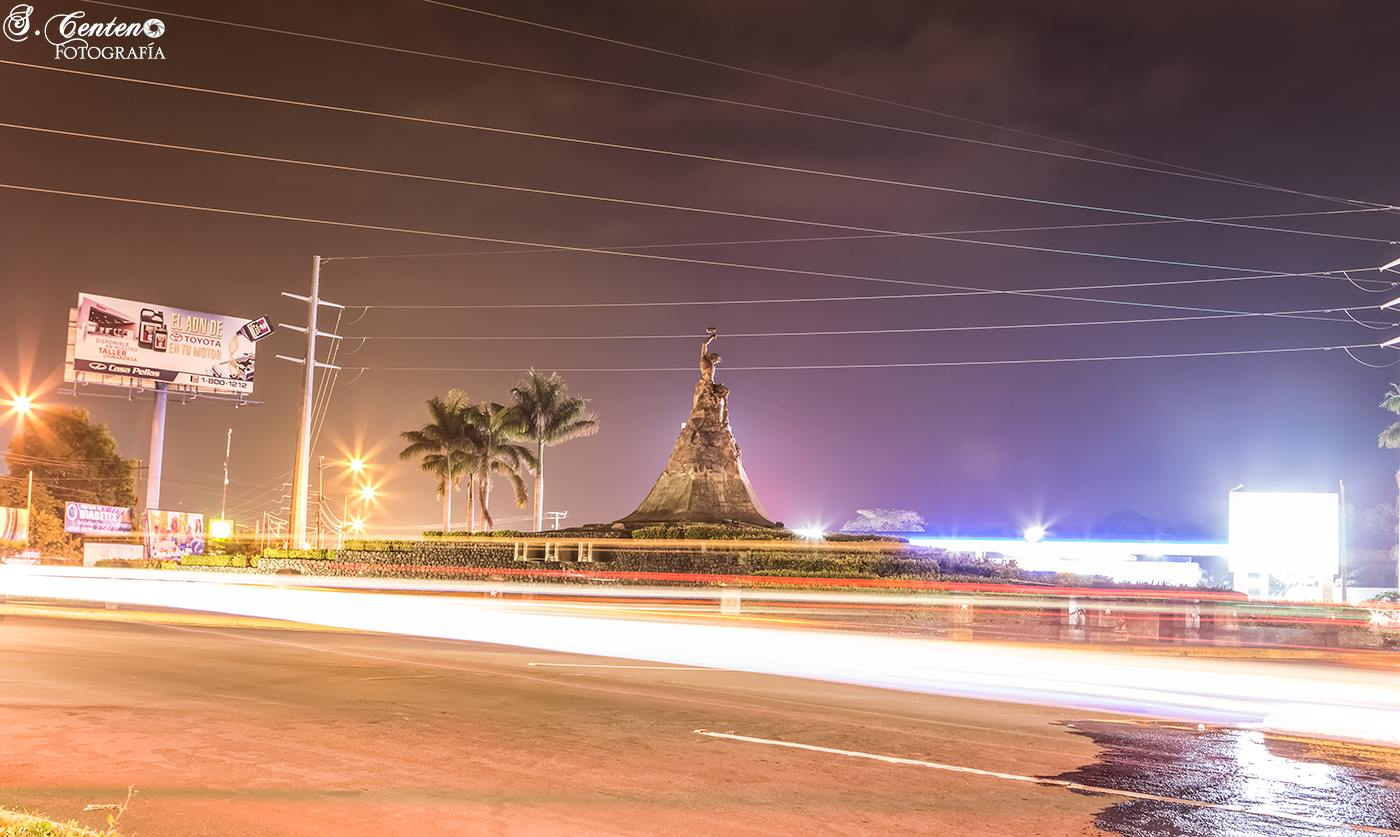
奇南德加

奇南德加（Chinandega）是尼加拉瓜的城市，也是奇南德加省的首府，位於該國西北部，距離太平洋約20公里，面積265.1平方公里，主要農作物有橙、甘蔗、香蕉和棉花，2006年人口151,707。

## 外部連結
- Explore Nicaragua: Chinandega（页面存档备份，存于）
- （西班牙文） Chinandega（页面存档备份，存于）

12°37′N 87°09′W / 12.617°N 87.150°W